# یان زوارتکریوس
یان زوارتکریوس (انگلیسی: Jan Zwartkruis; ۱۸ فوریهٔ ۱۹۲۶ – ۷ مارس ۲۰۱۳) بازیکن فوتبال اهل هلند بود.